# Bangsri (Kajoran)
Bangsri is een bestuurslaag in het regentschap Magelang van de provincie Midden-Java, Indonesië. Bangsri telt 1125 inwoners (volkstelling 2010).